# میگوی غارزی آلاباما
میگوی غارزی آلاباما (نام علمی: Palaemonias alabamae) نام گونه‌ای از فروراسته میگوهای اصلی است.